# Stanislav Lusk
Stanislav Lusk (12. listopadu 1931 – 6. května 1987) byl český veslař a reprezentant Československa.
V roce 1952 získal na OH v Helsinkách zlatou medaili ve veslování. Ve čtyřce s kormidelníkem společně s ním medaili získali: Karel Mejta, Jiří Havlis, Jan Jindra, Miroslav Koranda. Vítězný čas byl 7:33.4. Na olympiádě 1960 obsadil třetí místo jako člen osmiveslice.